# Geschichte der Juden in Indonesien

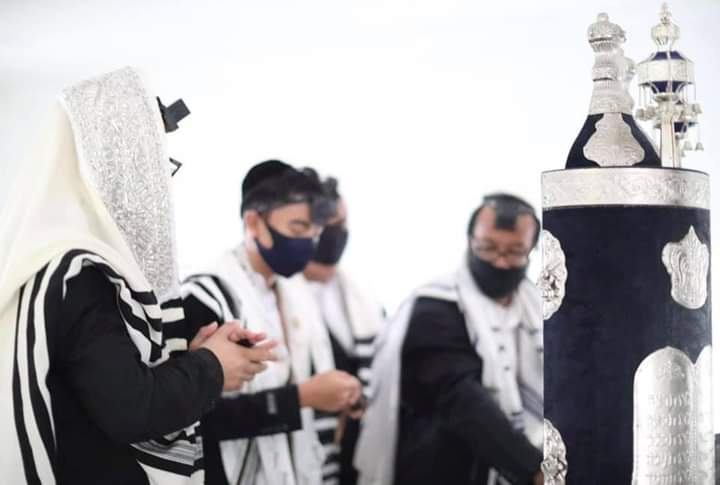
Juden in Indonesien

Die Geschichte der Juden in Indonesien begann mit der Ankunft von europäischen Entdeckern und Siedlern. In der Gegenwart gibt es in Indonesien mit circa hundert Juden, von denen die meisten Sepharden sind, nur eine kleine jüdische Gemeinde.

## Geschichte
In den 1850er-Jahren schrieb der jüdische Reisende Jacob Saphir nach seinem Besuch Batavias den ersten Bericht über die jüdische Gemeinde Niederländisch-Indiens. In Batavia hatte er mit einem einheimischen Juden gesprochen, der ihm von etwa zwanzig jüdischen Familien in der Stadt selbst und weiteren in Surabaya und Semarang erzählte. Die Mehrheit der auf Niederländisch-Indien im 19. Jahrhundert heimischen Juden waren niederländische Juden, die als Händler arbeiteten oder Angehörige der Kolonialverwaltung waren. Es gab jedoch Mitglieder der jüdischen Gemeinde, die aus dem Irak oder aus Aden eingewandert waren.
In der Zwischenkriegszeit schätzte Israel Cohen die Anzahl der Juden auf Niederländisch-Indien auf um die 2000. Indonesische Juden litten sehr unter der japanischen Besetzung. Sie wurden interniert und mussten in den Lagern Zwangsarbeit leisten. Nach dem Krieg erhielten die ehemals internierten Juden ihren enteigneten Besitz nicht zurück, weshalb viele in die Vereinigten Staaten, Australien oder Israel auswanderten.
Am Ende der 1960er Jahre gab es Schätzungen, dass 20 Juden in Jakarta leben, 25 in Surabaya und weitere in Manado.

## Bevölkerung
Die Gesamtanzahl der jüdischen Gemeindemitglieder in Indonesien wird vom Jüdischen Weltkongress mit 100 angegeben.

## Assimilation und Bevölkerungswandel
Es waren dieselben sozialen und kulturellen Eigenschaften Indonesiens, die sowohl den außergewöhnlichen ökonomischen, politischen und gesellschaftlichen Erfolg der heimischen jüdischen Gemeinde als auch ihre Assimilation begünstigten.
Die Zahl der Heiraten außerhalb der jüdischen Gemeinde stieg von ungefähr 55 % 1944 auf schätzungsweise 90–94 % 2004. Gewöhnlicherweise werden die aus diesen Heiraten hervorgehenden Kinder nicht-jüdisch erzogen, angesichts der Bevölkerungszusammensetzung Indonesiens also zumeist muslimisch.
Die indonesische Regierung erkennt nur sechs Religionen an, das Judentum ist nicht darunter. Dies äußert sich z. B. darin, dass im indonesischen Personalausweis (Kartu Tanda Penduduk) in dem Feld, in welchem die Religion des Besitzers festgehalten wird, sich nicht die jüdische eintragen lässt.